# Harald Lindberg
Harald Lindberg (født 2. november 1871 i Helsingfors, død 13. marts 1963) var en finlandssvensk botaniker, som fik professortitel i 1956. Han var søn af Sextus Otto Lindberg.

## Liv og gerning
Han studerede naturvidenskab ved Helsingfors Universitet og arbejdede senere i flere år som gymnasielærer. Fra 1899 til 1910 var Lindberg virksom som botaniker ved Finska mosskulturföreningen. I 1910 opnåede han sin ph.d. i Helsinki med en afhandling om Alchemilla vulgaris. Fra 1897 var han amanuensis og fra 1910 tjente han som kustos på botanikmuseet i Helsinki, hvor han forblev indtil sin pension i 1941.
Gennem sin karriere indsamlede han og studerede fennoskandiske flora, der omfattede subfossilprøver og bryophytter. Han gjorde også vigtige bidrag i sine undersøgelser af planter hjemmehørende i Sydeuropa og Nordafrika: Spanien, Sicilien, Grækenland, Cypern, Marokko og andre. I 1932 besøgte han Storbritannien og Irland, hvor han indsamlede prøver fra slægten Taraxacum.
Han var en fremstående kender af den europæiske karplante- og mosflora og af biller. Han udgav plantesystematiske og plantepalæontologiske samt entomologiske arbejder. Som taxonom er han krediteret med at beskrive 150 nye botaniske arter. Fra 1906 til 1945 fik han til opgave at udarbejde "Plantae Finlandiae Exsiccatae". I 1969 blev græsslægten Lindbergella navngivet til hans ære af Norman Loftus Bor. Inden for entomologi udgav han afhandlingen "Coleoptera insularum Canariensium" (1958).

## Virke for finlandssvenskheden
Han var formand for foreningen Östsvensk samling i Helsingfors, en filial af Riksföreningen för svenskhetens bevarande i utlandet. Han skabte ballade i 1930'erne i forbindelse med sprogstriden, da han til svensk presse udtalte, at finlandssvenskerne var svenske kolonister i Finland.[kilde mangler]

## Forfatterskab
- "Enumeratio plantarum in Fennoscandia orientali sponte et subsponte nascentium", 1901.
- "Schedae operis quod inscribitur Plantae Finlandiae exsiccatae e Museo Botanico Universitatis Helsingforsiensis distributae Arkiveret 4. marts 2016 hos  Wayback Machine", 1906–1944.
- "Itinera mediterranea", 1932.
- Die Früchte der Taraxacum-Arten Finnlands, 1935.
- "Iter Cyprium", 1946.[7]